# Bremer Kreuz
Das Bremer Kreuz (auch: Autobahnkreuz Bremen; Abkürzung: AK Bremen; Kurzform: Kreuz Bremen) ist ein Autobahnkreuz in Niedersachsen in der Metropolregion Nordwest. Es verbindet die Bundesautobahn 27 (Cuxhaven – Dreieck Walsrode; E 234) mit der Bundesautobahn 1 (Heiligenhafen – Hamburg – Köln – Saarbrücken; E 22).

## Geographie
Das Kreuz liegt auf der Gemeindegrenze zwischen Achim und Oyten im Landkreis Verden. Nächstgelegene Stadtteile sind Osterholz und Mahndorf auf Bremer Gebiet sowie Oyterthünen auf Oytener Gebiet und Uphusen, das zu Achim gehört. Es befindet sich etwa 15 km südöstlich der Bremer Innenstadt, etwa 90 km südwestlich von Hamburg und etwa 90 km nordwestlich von Hannover.
Angrenzend im Osten befindet sich der Oyter See, ein Baggersee, der beim Bau der A 1 entstanden ist. Rund 3 km südlich des Kreuzes verläuft die Weser, die von der A 1 in ihrem weiteren Verlauf in Richtung Osnabrück durch ein Brückenbauwerk überquert wird.
Das Bremer Kreuz trägt auf der A 1 die Anschlussstellennummer 53, auf der A 27 die Nummer 22.

## Bauform und Ausbauzustand
Die A 1 ist sechsstreifig ausgebaut, die A 27 vierstreifig. Alle Verbindungsrampen sind einspurig ausgeführt.
Das Kreuz wurde als klassisches Kleeblatt angelegt.

## Geschichte
Das Bremer Kreuz wurde schon in Reichsautobahnplanungen der Strecke 11: Bremen-Osnabrück, Strecke 13: (Bremerhaven-) Burgdamm-Bremen-Oyten, Strecke 14: Bremen-Hannover, Strecke 15: Bremen-Hamburg, vorgesehen. 1937 wurde die nördliche Verbindungskurve zwischen der Strecke 13 und der Strecke 15 für den Verkehr freigegeben. Sie trug die Verkehrslast beider Richtungen. Des Weiteren wurde schon ein 300 m langer Stumpf vom nördlichen Ende der Verbindungskurve in Richtung des eigentlichen Kreuzungsbauwerkes fertiggestellt.
Das Bremer Kreuz wurde von 1959 bis 1962 errichtet und war damals das größte und modernste Autobahnkreuz Deutschlands. Am 15. November 1962 wurde es eröffnet. Dazu wurden beide Autobahnen zunächst nur um eine Ausfahrt verlängert, die heutige A 1 bis Mahndorf und die heutige A 27 bis Achim. Am 15. Juli 1963 wurden beide Autobahnen wesentlich verlängert, die heutige A 1 bis Brinkum und die heutige A 27 bis Verden.

## Verkehrsaufkommen
Das Kreuz wird täglich von rund 149.000 Fahrzeugen passiert. Es zählt damit zu den am meisten befahrenen Verkehrsknotenpunkten in Niedersachsen.
| Von                           | Nach                             | Durchschnittliche tägliche Verkehrsstärke | Durchschnittliche tägliche Verkehrsstärke | Durchschnittliche tägliche Verkehrsstärke | Anteil Schwerlastverkehr | Anteil Schwerlastverkehr | Anteil Schwerlastverkehr |
| Von                           | Nach                             | 2005                                      | 2010                                      | 2015                                      | 2005                     | 2010                     | 2015                     |
| ----------------------------- | -------------------------------- | ----------------------------------------- | ----------------------------------------- | ----------------------------------------- | ------------------------ | ------------------------ | ------------------------ |
| AS Oyten (A 1)                | Bremer Kreuz                     | 72.700                                    | 59.800                                    | 078.700                                   | 18,7 %                   | 21,1 %                   | 17,3 %                   |
| Bremer Kreuz                  | AS Uphusen/Bremen-Mahndorf (A 1) | 91.000                                    | 80.000                                    | 100.800                                   | 18,6 %                   | 17,6 %                   | 17,2 %                   |
| AS Bremen-Sebaldsbrück (A 27) | Bremer Kreuz                     | 55.100                                    | 53.300                                    | 061.300                                   | 10,5 %                   | 09,3 %                   | 08,5 %                   |
| Bremer Kreuz                  | AS Achim-Nord (A 27)             | 54.400                                    | 55.800                                    | 057.200                                   | 12,3 %                   | 11,6 %                   | 12,3 %                   |